# Acacia roycei
Acacia roycei é uma espécie de leguminosa do gênero Acacia, pertencente à família Fabaceae.